# Litoria rostandi
Litoria rostandi är en groddjursart som beskrevs av Kraus 2007. Litoria rostandi ingår i släktet Litoria och familjen lövgrodor. Inga underarter finns listade i Catalogue of Life.